# 余奕榮
余奕榮，又名余西門，美籍台灣華人，曾在美國教會受洗，是《一九九五闰八月》的主角之一。
余奕榮於1992年至1994年期間，在台灣各基督新教教會以先知身份講道幾百場，預言1995年大陸將要血洗台灣，號召台灣的基督教信徒離開原居地避難，雖然最後預言沒有應驗，但卻導致不少教會內部意見分歧，引致分裂而元氣大傷，甚至有些教會將禮拜堂變賣移民外國；亦有傳道人信譽大失，無法有效事奉；許多基督徒夫婦因此預言離異而家庭失和，或因而移民南美的貝里斯及其他地方。